# Dictyna yongshun
Dictyna yongshun is een spinnensoort in de taxonomische indeling van de kaardertjes (Dictynidae).
Het dier behoort tot het geslacht Dictyna. De wetenschappelijke naam van de soort werd voor het eerst geldig gepubliceerd in 2001 door Chang-Min Yin, Bao & Joo-Pil Kim.